# Simple hybride
Le simple hybride est une technique de biologie moléculaire, variante de la technique de double hybride. Elle permet de mettre en évidence une interaction entre une protéine et une séquence d'ADN.

## Principe
Le domaine activateur de la transcription d'une protéine test (comme Gal4) est fusionné avec le domaine protéique dont on veut tester l'interaction avec une séquence. On transfecte ensuite un gène rapporteur comme lacZ placé sous contrôle de la séquence testée. Si la protéine interagit avec la séquence, le domaine activateur de Gal4 pourra activer la transcription du gène rapporteur, ce qui peut être détecté.